# Francisco, Duque de Anjou
Hércules Francisco de França, Duque de Anjou (em francês: Hercule François de France; Fontainebleau, 18 de março de 1555 – Château-Thierry, 10 de junho de 1584), foi um filho da França, oitava criança e o filho mais novo do rei Henrique II de França e de Catarina de Médici.

## Primeiros anos

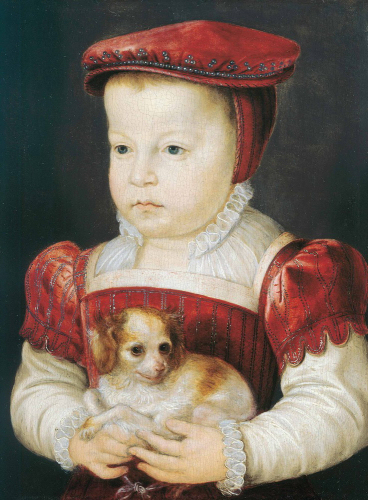
Hércules Francisco quando criança c. 1556-58

Ele tinha cicatrizes de varíola aos oito anos de idade, e seu rosto sem caroço e coluna levemente deformada não combinavam com o nome de nascimento de Hércules. Ele mudou seu nome para Francisco em homenagem a seu falecido irmão Francisco II de França, quando ele foi confirmado.
As crianças reais foram criadas sob a supervisão do governador e governanta das crianças reais, Claude d'Urfé e Françoise d'Humières, sob as ordens de Diana de Poitiers.
Em 1574, após a morte de seu irmão Carlos IX de França e a ascensão de seu outro irmão Henrique III de França, ele se tornou herdeiro do trono. Em 1576, foi feito duque de Anjou, Touraine e Berry.

## Alençon e os huguenotes

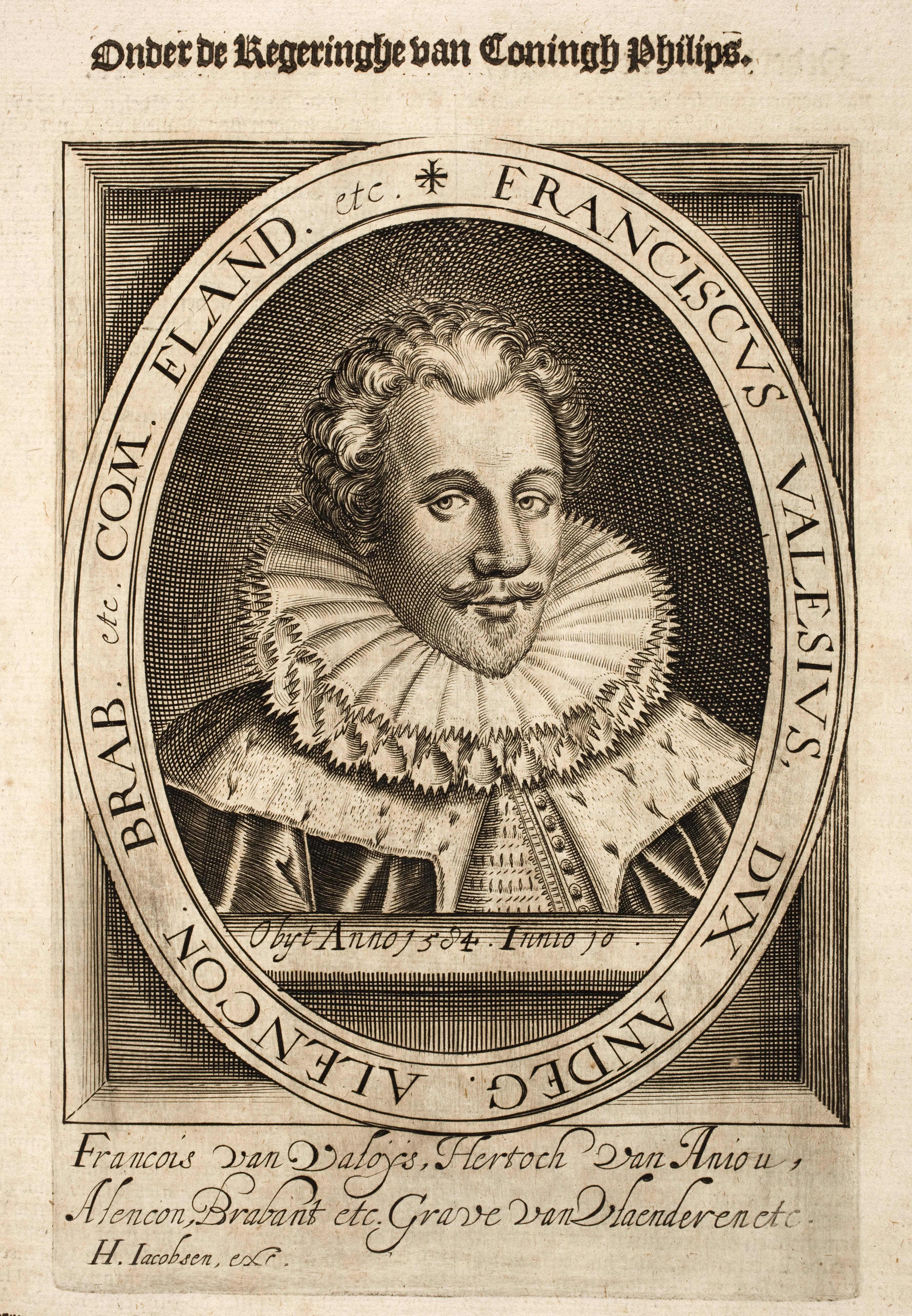
Gravura de Francisco, Duque de Anjou

Durante a noite de 13 de setembro de 1575, Francisco fugiu da corte francesa após ser alienado de seu irmão, rei Henrique III; eles tiveram algumas diferenças. Tanto Henrique III quanto Catarina de Médici temiam que ele se juntasse aos rebeldes protestantes. Esses medos se mostraram bem fundamentados; Francisco se juntou ao príncipe de Condé e suas forças no sul. Em fevereiro de 1576, o rei de Navarra escapou da corte francesa, e suas forças também se uniram a Condé. Esse exército combinado foi suficiente para forçar Henrique III, sem qualquer tipo de batalha, a capitular e assinar a "paz do Monsieur", pró-protestante, ou edito de Beaulieu, em 6 de maio de 1576. Por "tratados secretos" que faziam parte desse acordo de paz, muitos do lado protestante foram recompensados com terras e títulos. Francisco recebeu o Ducado de Anjou (junto com outras terras) e, assim, tornou-se o Duque de Anjou.

## Anjou nos Países Baixos

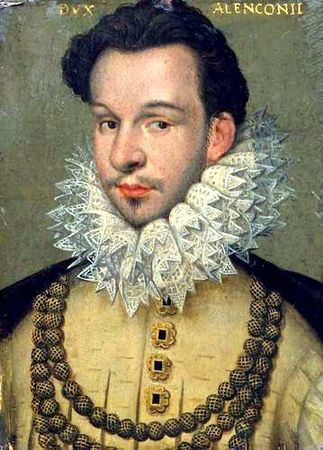
Francisco, Duque de Alençon, por Nicholas Hilliard, c. 1577.

Em 1580, os Estados Gerais das Províncias Unidas dos Países Baixos, que recentemente haviam declarado independência da coroa espanhola, ofereceram-lhe o título de Protetor da Liberdade dos Países Baixos, o primeiro passo para a soberania do novo estado. A iniciativa partiu de Guilherme I, Príncipe de Orange (o Taciturno), que procurava aliados para a causa neerlandesa no reino vizinho da França, opositor histórico de Espanha. Francisco de Anjou chegou aos Países Baixos em 1582 à cabeça de um exército numeroso, que teve o mérito de colocar o governador Duque de Parma na defensiva. A situação parecia prometedora, mas a personalidade instável e frívola do Duque de Anjou não ajudou. Depressa se tornou muito impopular, o que resultou na recusa das províncias da Zelândia e Holanda em reconhece-lo como possível soberano. Guilherme de Orange procurou intervir a seu favor, mas sem grandes sucessos, acabando ele próprio criticado no seu próprio país pelo apoio ao francês. Desagradado com a falta de cumprimento das promessas de poder feitas pelos Estados Gerais, Francisco procurou obter a sua dignidade real à força, levantando cerco à cidade de Antuérpia em Janeiro de 1583. Numa tentativa de ludibriar os sitiados, Francisco exigiu que lhe abrissem os portões da cidade e que o honrassem com uma recepção digna de um soberano. Os antuerpinos, no entanto, não ficaram convencidos das suas verdadeiras intenções e prepararam-se para uma emboscada. Francisco entrou em Antuérpia, sim, mas a cidade fechou os portões logo depois, atacando as tropas francesas com pedras, enxadas e outras ferramentas. O resultado foi uma catástrofe que obrigou Francisco a fugir pela vida. Foi o fim dos seus planos de se tornar rei dos Países Baixos.

## Noivado com Isabel I
Em 1579, começaram as negociações para o casamento de Francisco com Isabel I de Inglaterra. O duque de Anjou foi de fato o único dos pretendentes estrangeiros de Isabel a cortejá-la pessoalmente. Ele tinha 24 anos e Isabel 46. Apesar da diferença de idade, os dois logo se tornaram muito próximos, Isabel o apelidou de "sapo". Enquanto alguns acreditam que esse apelido surgiu de um brinco em forma de sapo que ele lhe dera, "sapo" tem sido um apelido pouco lisonjeiro para os franceses há séculos. Ela gostava muito dele, sabendo que ele provavelmente seria seu último pretendente. Entre os membros do Conselho Privado de Isabel, apenas William Cecil, Lorde Burghleye e Tomás Radclyffe, 3.º Conde de Sussex apoiaram o esquema do casamento de todo o coração. Os conselheiros mais notáveis, entre os quais Roberto Dudley, 1.º Conde de Leicester e Francis Walsingham, se opuseram fortemente, até alertando a rainha sobre os riscos do parto na idade dela. E também, caso ela morresse enquanto casada com o herdeiro francês, seus reinos poderiam cair sob o controle francês. Ao comparar a partida de Isabel e Francisco com a partida do protestante Henrique de Navarra e da católica Margarida de Valois, que ocorreu na semana anterior ao Massacre da noite de São Bartolomeu, que custou a vida a mais de 6,000 protestantes franceses, Walsingham levantou o espectro de tumultos religiosos na Inglaterra no caso do processo de casamento. Isabel aceitou seu conselho franco, muitas vezes indesejável, e reconheceu suas fortes crenças em uma carta, na qual ela o chamava de "seu mouro [que] não pode mudar de cor".

## Morte

Brasão de armas (após 1576)

O desastre em Antuérpia marcou o fim da carreira militar de Francisco. Dizem que sua mãe, Catarina de Médici, escreveu para ele que "se Deus morresse jovem, você não teria sido a causa da morte de tantos bravos cavalheiros". Outro insulto se seguiu quando Isabel I formalmente terminou seu noivado com ele após o massacre. A posição de Francisco após esse ataque tornou-se impossível de manter, e ele finalmente deixou o país em junho. Sua partida também desacreditou Guilherme, que, no entanto, manteve seu apoio a Francisco.
Logo, Francisco ficou gravemente doente de malária. Catarina de Médici levou-o de volta a Paris, onde se reconciliou com seu irmão, o rei Henrique III de França, em fevereiro de 1584. Henrique chegou a abraçar seu irmão, a quem ele chamava de "pequeno macaco". Em junho, o duque de Anjou estava morto. Ele tinha 29 anos. Sua morte prematura fez com que o huguenote Henrique de Navarra se tornasse herdeiro-presuntivo, levando a uma escalada nas guerras religiosas francesas.